# راه و رسوم گذشته
| بررسی انتقادی | بررسی انتقادی |
| منبع          | رتبه‌بندی      |
| ------------- | ------------- |
| آل‌میوزیک      | [ ۱ ]         |

راه و رسوم گذشته (انگلیسی: The Ways of Yore) یازدهمین آلبوم استودیویی از پروژهٔ برزم است که در ۲ ژوئن ۲۰۱۴ توسط وارگ ویکرنس منتشر شد. این آلبوم همچون آلبوم پیشین، در سبک موسیقی امبینت و موسیقی قرون وسطی بود. وارگ ویکرنس دربارهٔ این آلبوم گفت: راه و رسوم گذشته، نخستین گام من به سوی چیزی جدید است که در عین حال به قدمت ریشه‌های اروپاست. با این آلبوم سعی کرده‌ام شنونده را به روزگار کهن پیشین ببرم تا گذشته را حس کند که هنوز در درون رگ‌های خودِ آنان جاری است.»
روی جلد آلبوم بخشی از اثر هنری «مرلین و ویوین»، یک حکاکی اثر هنرمند مشهور فرانسوی، گوستاو دوره برای شعر چکامه‌های شاه سرودهٔ آلفرد تنیسون است که با حاشیه‌ای از سواستیکا تزئین شده‌است.

## فهرست ترانه‌ها
همهٔ ترانه‌ها توسط وارگ ویکرنس نوشته شده‌است.
| شماره      | نام                                                           | مدت     |
| ---------- | ------------------------------------------------------------- | ------- |
| ۱.         | «خدا از سازواره»                                              | ۱:۴۰    |
| ۲.         | «دروازه»                                                      | ۲:۱۹    |
| ۳.         | «درود اودین»                                                  | ۳:۱۱    |
| ۴.         | «بانوی دریاچه»                                                | ۴:۳۹    |
| ۵.         | «ورود یوتون‌ها»                                                | ۴:۳۶    |
| ۶.         | «تاوان انسان»                                                 | ۷:۱۶    |
| ۷.         | «درود فریا»                                                   | ۱:۵۶    |
| ۸.         | «راه و رسوم گذشته»                                            | ۶:۱۱    |
| ۹.         | «اک فلر» (درزبان نورس باستان به معنای: «من در حال سقوط هستم») | ۲:۵۴    |
| ۱۰.        | «تالار شهیدان»                                                | ۵:۰۶    |
| ۱۱.        | «برگ‌های پائیزی»                                               | ۴:۵۰    |
| ۱۲.        | «پوچی»                                                        | ۱۳:۱۳   |
| ۱۳.        | «به هل‌هایم و بازگشت دوباره»                                   | ۱۰:۴۴   |
| مجموع مدت: | مجموع مدت:                                                    | ۱:۰۸:۳۵ |

## جداول موسیقی
| جدول موسیقی (۲۰۱۴)                  | بالاترین رتبه |
| ----------------------------------- | ------------- |
| آلبوم‌های فنلاندی (جدول رسمی فنلاند) | ۴۰            |